# Сигма-алгебра
σ-алгебра (си́гма-а́лгебра) — алгебра множин, замкнена щодо операції зліченого об'єднання. Поняття сигма-алгебри має важливе значення для визначення мір множин, в математичному аналізі та теорії ймовірностей.

## Визначення
Кільцем множин називається система множин, замкнена стосовно операцій об'єднання, перетину, віднімання та симетричної різниці. Довільне кільце множин містить і порожню множину.
Одиницею кільця множин {\displaystyle {\mathfrak {G}}} називається множина E, що належить до {\displaystyle {\mathfrak {G}}} і для довільної множини {\displaystyle A\in {\mathfrak {G}}} виконується:
{\displaystyle \ A\cap E=A}.
σ-кільцем множин називається таке кільце множин, яке разом з кожною послідовністю множин {\displaystyle A_{1},\ldots ,A_{n},\ldots } містить також їх об'єднання
{\displaystyle \bigcup _{n=1}^{\infty }A_{n}}.
δ-кільцем множин називається таке кільце множин, яке разом з кожною послідовністю множин {\displaystyle A_{1},\ldots ,A_{n},\ldots } містить також їх перетин:
{\displaystyle \bigcap _{n=1}^{\infty }A_{n}}.
Таким чином, σ-алгеброю множин називається σ-кільце множин з одиницею, а δ-алгеброю множин — δ-кільце з одиницею. Однак, кожна σ-алгебра є також δ-алгеброю, і навпаки.

## Властивості
Для довільної непорожньої системи множин {\displaystyle {\mathfrak {G}}} існує неприводима (по відношенню до цієї системи) σ-алгебра {\displaystyle {\mathfrak {B}}({\mathfrak {G}})}, що містить {\displaystyle {\mathfrak {G}}} і міститься в довільній σ-алгебрі, що містить {\displaystyle {\mathfrak {G}}}.
Така σ-алгебра {\displaystyle {\mathfrak {B}}({\mathfrak {G}})} називається мінімальною.

## Приклади
Найпростішим прикладом σ-алгебри є система всіх підмножин деякої множини A.
Борелівські множини (або В-множини) це множини на числовій прямій, що належать мінімальній σ-алгебрі над сукупністю всіх сегментів {\displaystyle [a;b]}.

### Прості приклади на основі множин
Нехай X - довільна множина.
- Сімейство множин що складається лише з порожньої множини і множини X, називається мінімальною, або  тривіальною σ-алгеброю над X.
- Булеан X, називають дискретною σ-алгеброю.